# Викрче
Викрче (словен. Vikrče) — поселення в общині Медводе, Осреднєсловенський регіон, Словенія. 
Висота над рівнем моря: 320,8 м.